# Yokohama Landmark Tower
O Yokohama Landmark Tower (横浜ランドマークタワー, Yokohama Randomāku Tawā) é um dos arranha-céus mais altos do mundo, com 295.8 metros (970 ft). Edificado na cidade de Yokohama, Japão, foi concluído em 1993 com 73 andares.